# Rue de Berghes
La rue de Berghes  est une rue du quartier d'Outremeuse à Liège en Belgique (région wallonne).

## Description
Cette voie plate et pavée d'une longueur d'environ 102 m et d'une largeur d'environ 8 m relie la rue Jean d'Outremeuse à la rue Puits-en-Sock. La rue occupe grosso modo l'emplacement d'un ancien bief, la Rivelette, asséché et comblé vers 1865.

## Odonymie

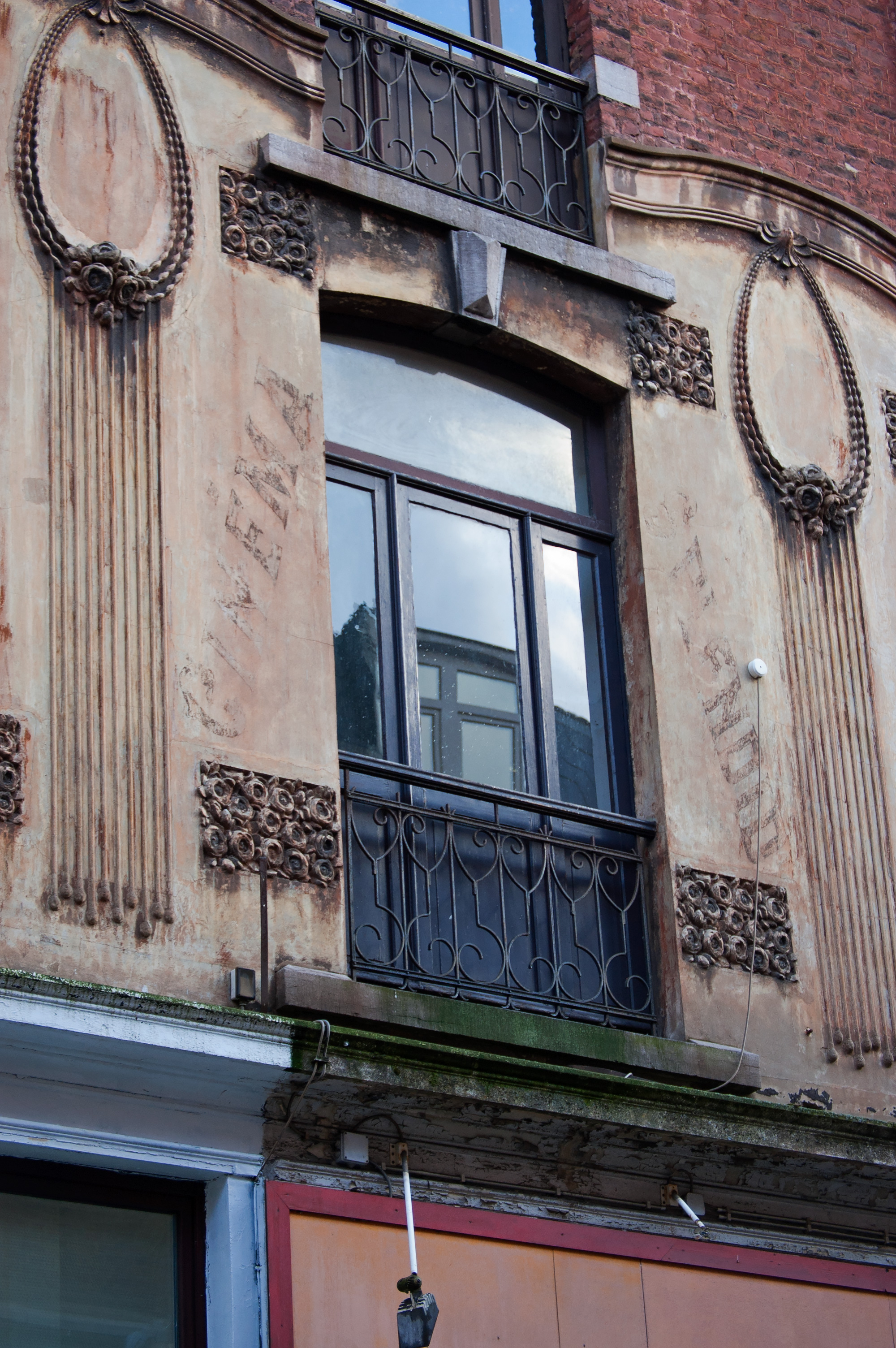
Détail de la façade de l'ancien cinéma Splendid.

La rue rend hommage à Georges-Louis de Berghes, né le 5 septembre 1662 à Bruxelles et mort le 5 décembre 1743  à Liège. Il fut prince-évêque de Liège de 1724 à 1743 et légua à sa mort une importante somme d'argent destinée aux pauvres de la ville de Liège.

## Architecture
Au no 6, l'immeuble de coin avec la rue Porte-Grumsel a été réalisé en 1910 d'après les plans de l'architecte E. Thibeau pour la société Le Logement ouvrier. Cet imposant immeuble de cinq niveaux (quatre étages) a été construit dans un style éclectique teinté d'Art nouveau. Sur la travée d'angle, quatre panneaux de céramique reprennent les inscriptions suivantes deux par deux : Dieu, Patrie; Devoir, Travail; Concorde, Famille; Hygiène, Économie.
Au no 22 se trouve le bâtiment de l'ancien cinéma connu sous le nom de Splendid dans les années 1920 et le Roxy jusqu'à la fin des années 1970. Depuis 2014, une partie du bâtiment est utilisée par la communauté d'une église pentecôtiste.

## Voiries adjacentes
- Rue Jean d'Outremeuse
- Rue Porte-Grumsel
- Rue Rouleau
- Rue Puits-en-Sock
- Rue Saint-Julien